# Rajd Wybrzeża Kości Słoniowej 1981
Rezultaty Rajdu Wybrzeża Kości Słoniowej (13. Rallye Côte d'Ivoire), eliminacji Rajdowych Mistrzostw Świata w 1981 roku, który odbył się w dniach 26–31 października. Była to jedenasta runda czempionatu w tamtym roku. Bazą rajdu było miasto Abidjan.

## Wyniki końcowe rajdu[2]
| Pierwsza dziesiątka | Pierwsza dziesiątka | Pierwsza dziesiątka | Pierwsza dziesiątka  | Pierwsza dziesiątka | Pierwsza dziesiątka | Pierwsza dziesiątka | Pierwsza dziesiątka |
| Msc.                | Nr. sam.            | Kierowca            | Samochód             | Grupa               | Czas                | Str.                | Punkty              |
| Msc.                | Nr. sam.            | Pilot               | Zespół               | Kategoria           |                     | Str.                | Punkty              |
| ------------------- | ------------------- | ------------------- | -------------------- | ------------------- | ------------------- | ------------------- | ------------------- |
| 1.                  | 4                   | Timo Salonen        | Datsun Violet GT     | 4                   | 9:57                | 0.00                | 20                  |
| 1.                  | 4                   | Seppo Harjanne      | Comafrique           | 3                   | 9:57                | =                   | 20                  |
| 2.                  | 1                   | Per Eklund          | Toyota Celica 2000GT | 4                   | 11:09               | + 1:12              | 15                  |
| 2.                  | 1                   | Ragnar Spjuth       | Premoto Toyota       | 3                   | 11:09               | + 1:12              | 15                  |
| 3.                  | 6                   | Shekhar Mehta       | Datsun Violet GT     | 4                   | 11:22               | + 1:25              | 12                  |
| 3.                  | 6                   | Mike Doughty        | Comafrique           | 3                   | 11:22               | + 0:13              | 12                  |
| 4.                  | 8                   | Michel Mitri        | Datsun 160J          | 2                   | 12:29               | + 2:32              | 10                  |
| 4.                  | 8                   | Marcel Copetti      | Comafrique           | 3                   | 11:22               | + 1:07              | 10                  |
| 5.                  | 2                   | Guy Fréquelin       | Peugeot 504 V6 Coupé | 4                   | 13:15               | + 3:18              | 8                   |
| 5.                  | 2                   | Jean Todt           | SARI Peugeot         | 4                   | 13:15               | + 0:46              | 8                   |
| 6.                  | 5                   | Alain Ambrosino     | Peugeot 504 V6 Coupé | 4                   | 13:16               | + 3:19              | 6                   |
| 6.                  | 5                   | Daniel Le Saux      | SARI Peugeot         | 4                   | 13:16               | + 0:47              | 6                   |
| 7.                  | 9                   | Samir Assef         | Toyota Celica 2000GT | 4                   | 16:40               | + 6:43              | 4                   |
| 7.                  | 9                   | Jacques Jaubert     | Premoto Toyota       | 3                   | 16:40               | + 3:24              | 4                   |
| 8.                  | 14                  | Jacques Durieu      | Peugeot 504 V6 Coupé | 4                   | 24:53               | + 14:56             | 3                   |
| 8.                  | 14                  | Pierre Tastet       | Jacques Durieu       | 4                   | 24:53               | + 8:12              | 3                   |
| 9.                  | 7                   | Ari Vatanen         | Ford Escort RS1800   | 4                   | 32:12               | + 22:15             | 2                   |
| 9.                  | 7                   | David Richards      | Rothmans Rally Team  | 3                   | 32:12               | + 7:16              | 2                   |

## Klasyfikacja generalna po 11 rundach

### Kierowcy
|   | Msc. | Kierowca      | Pkt. |
| - | ---- | ------------- | ---- |
| = | 1    | Guy Fréquelin | 89   |
| = | 2    | Ari Vatanen   | 81   |
| = | 3    | Markku Alén   | 56   |
| = | 4    | Shekhar Mehta | 55   |
| = | 5    | Hannu Mikkola | 42   |

### Producenci
|   | Msc. | Producent | Pkt. |
| - | ---- | --------- | ---- |
| = | 1    | Talbot    | 112  |
| = | 2    | Datsun    | 106  |
| = | 3    | Ford      | 83   |
| = | 4    | Opel      | 69   |
| = | 5    | Fiat      | 63   |